# Torilis arvensis subsp. purpurea
Torilis arvensis subsp. purpurea es una variedad de la especie Torilis arvensis de plantas herbáceas perteneciente a la familia de las apiáceas. Es originaria de la región del Mediterráneo.

## Descripción
Es una planta herbácea  anual de hojas bastante divididas como la mayoría de las especies de la familia. Las umbelas son terminales, sobre un pedúnculo bastante largo, y tienen las flores de color púrpura, no muy grandes. Los frutos están llenos de aguijones o tubérculos a su alrededor. Se diferencia de las otras subespecies por tener las umbelas laterales con pocos radios (2-4).

## Distribución
Es originaria de la región del Mediterráneo. En la península ibérica se distribuye por Alicante, Barcelona, Castellón, Gerona, Islas Baleares, Lérida, Tarragona y Valencia. 

## Hábitat
Especie propia de las zonas húmedas. Es terófita y se encuentra en herbazales en lugares húmedos. 

## Sinonimia
- Caucalis infesta subsp. heterophylla  (Guss.) Ball
- Caucalis purpurea Ten.
- Torilis arvensis subsp. heterophylla (Guss.) Thell. in Hegi
- Torilis heterophylla Guss.
- Torilis purpurea (Ten.) Guss.[2]
- Torilis africana (Thunb.) Spreng.
- Caucalis africana Thunb.
- Caucalis heterophylla Guss.
- Torilis heterophylla var. homomorpha Chab.[3]

## Nombre común
- Castellano: cachurros.[2]